# Pandrup Kommune
| Strukturdaten       | Strukturdaten      |
| ------------------- | ------------------ |
| Sitz der Verwaltung | Pandrup            |
| Fläche              | 190 km²            |
| Einwohner           | 10.676 (2005)      |
| Kommune seit 2007   | Jammerbugt Kommune |

Pandrup Kommune war bis zum 31. Dezember 2006 eine Kommune in Nordjütland an der Nordwestküste der Jütländischen Halbinsel in Norddänemark. Die Kommune besaß eine Fläche von 190 km² und hatte 10.676 Einwohner (2005).
Andere Städte und Dörfer in der Kommune Pandrup sind Blokhus, Hune, Saltum, Kås, Vester Hermitslev, Ingstrup, Moseby und Jetsmark.
Nachbarkommunen waren Brovst im Südwesten, Aabybro im Süden, Brønderslev im Osten und Løkken-Vrå im Nordosten.
Westlich befindet sich die Jammerbucht, und danach folgt das Skagerrak.
Am 1. Januar 2007 wurde die Kommune Pandrup aufgrund der Kommunalreform zusammen mit den Kommunen Brovst, Fjerritslev und Aabybro zu der neuen Jammerbugt Kommune zusammengeführt. Diese neue Kommune hat eine Fläche von 863 km² und eine Einwohnerzahl von 38.581 (2017). Sie ist Teil der neuen Region Nordjylland.

## Sehenswürdigkeiten
- Runenstein von Hune
- Runenstein von Jetsmark